# Gunnar Johansson (ishockeytränare)
Gunnar Johansson, född 2 juli 1954 i Karlstad i Värmland, är en svensk före detta ishockeyspelare och ishockeytränare. Johanssons moderklubb är Färjestads BK från Karlstad och med dem började han spela i Division II från säsongen 1969/1970 och följde sedan dem upp i Division I och vidare till Elitserien och tog tre SM-silver och ett SM-guld med dem innan han gick över till IF Lejonet i Landskrona som spelande tränare. Tränarkarriären fortsatte i Forshaga IF och ett par andra värmlandslag innan han 1993 återkommer till Färjestad. Som tränare ledde han laget till SM-guld 1997 och 1998 (assisterande) samt ett silver 2001. Hösten 2001 gick Johansson över till assisterande tränare i MIF Redhawks, 2003 till Nybro Vikings IF i Hockeyallsvenskan och 2005-2008 till Stavanger Oilers i norska GET-ligaen.